# Катерина (роман, 1987)
«Катерина» — роман советского прозаика Надежды Малыгиной, вышедший в печать в Волгограде в 1987 г.
Главная героиня романа — девушка из сибирской деревни Еланки, жизнь которой прослеживается с 1917 по 1924 год.
Это были трудные годы революции (февральская и октябрьская), гражданской войны, становления Советской власти, круто повернувшие судьбу не только неграмотной деревенской девушки, но всей огромной страны.
«Катерина» — продолжение семейной хроники Крамовых, начатой в романе «Анисья».

## Персонажи

### Семья Крамовых
- Катерина «Катька» Крамова — главная героиня романа
- Санятка Крамов — сын Крамовых, младший брат Катерины
- Ванятка Крамов — сын Крамовых, младший брат Катерины
- Елизавета «Лизка» Крамова — дочь Крамовых, младшая сестра Катерины
- Анисья Крамова, в дев. Шашкова — мать Катерины, знатных кровей, однако, обнищавшая
- Гаврила Крамов — жестокий отец Катерины, знатных кровей
- Фёдор Арсентьевич Крамов — богач, отец Гаврилы, прекративший с сыном отношения после его женитьбы на обедневшей Анисье

### Односельчане
- Варвара «Варя» Кузнецова — крёстная Катерины, выросла сиротой, незамужняя
- Минька Кузнецов — сын Варвары от случайной связи
- Алексей «Алёша» Кузнецов — глухой брат Варвары, вырос сиротой, влюблён в Анисью
- Финоген «Фишка» Мазутов — селянин, смолоду влюблённый в Анисью
- Васятка Мазутов — сын Финогена, влюблён в Катерину
- Аня Рожкина — дочь четы Рожкиных, подруга Санятки
- Леонида «Лёнька» Фадеева — подруга Катьки, дочь богачей
- Роман Анисимов — богач, староста Еланки

### Опушины
- Марья Николаевна Лиханская — вдова
- Фёдор Лиханский — муж Марьи Николаевны
- Ирина «Ирэн» Смертина в дев. Лиханская — старшая дочь четы Лиханских, замужем
- Георгий «Жорж» Смертин — муж Ирэн, штабс-капитан
- Татьяна «Тата» Смертина — застенчивая шестилетняя дочь Смертиных
- Мария «Мэри» Опушина в дев. Лиханская — младшая дочь четы Лиханских, замужем
- Николай «Ники» Опушин — муж Мэри, военный штабс-капитан
- Елизавета «Элиза» Опушина — шестилетняя дочь Опушиных
- Ефим «Жан» Мироныч — барин-актёр, старый друг Фёдора Лиханского, влюблённый в Марью Николаевну

## Сюжет

### Глава первая
1917 год. Пятнадцатилетняя Катерина Крамова возвращается в родную Еланку из городской семьи Опушиных, где служит нянькой. Домашняя деревенская атмосфера окутывает девушку и она с опаской, но ведает новость о свержении императора любимому Васятке. На досуге Катька вспоминает о революционных настроениях в Городе, которые не совсем осознаёт, но жадно внимает. Провозглася местным весть о низложении царя Катерину лишают работы в селе, ведь простой крестьянский люд и помыслить не может о таком своеволии. Впрочем, узнав страшную правду отношение к девушке меняется.
Наступает время покоса — вся деревня гудит в преддверии. Неожиданно в село прибывает военный и оглашает всеобщую мобилизацию. Деревня в растерянности. На утренних горьких проводах мужики затевают спор: царя свергли! — власти нет! — зачем и за кого воевать? А ослушаться боязно. Односельчане неуверенно поворачивают назад.
В это время, в городах, большевики агитируют против войны и не пускают составы с мужиками на фронт. Радостная новость достигает Еланки, где вновь наступают спокойные времена.
Неожиданно, спустя три года безмолвия, является считавшийся пропавшим без вести, отец семейства. Кажется в дальних странствиях Крамов тронулся умом. В порыве беспричинной злости Гаврила пинает Ванятку и избивает жену, оставляя ту еле живой. (Отныне всю свою жизнь Крамова мучается сильнейшими головными болями.) Но даже в таком состоянии Анисья находит силы для заботы о чахоточном вульгарном муже.
В это время в Городе устанавливается двоевластие. В Еланке богатеи снисходят до бедняков: пытаются то запугать мужика своей силою, то выставить себя такими же бедными. Страх и неопределённость вновь окутывают село.

### Глава вторая
Еланцы разделились на два противоборствующих лагеря: батраки за Советы, кулаки за буржуев. Обе стороны устанавливают тайную слежку.
Осенний Город встречает Катерину кострами на площадях, демонстрациями в поддержку красных и пушечными залпами. Советы с триумфом шествуют по сибирским городам: Красноярску, Омску, Кемерово, Томску. Народ приветствует пролетарскую революцию!
Семья Лиханских переживает революцию по-своему: Марье Николаевне не импонирует мысль о раздаче имущества, её младшая дочь, Мэри, тяжко болеет, а Ирэн принимает активное участие в достижении большевиками власти. Элиза отправляется навестить родню отца, впрочем, узнав о симпатии Ирэн красным, девочку назад не возвращают. На имя Мэри приходит письмо с вестью о гибели мужа, однако Ирэн утверждает что оно подложное, ведь Опушина видели в белом лагере.
Удача всё так же не покидает Катьку — при помощи Марьи Николаевны ей удаётся скопить сумму для покупки деревенского дома, хоть и плохонького. Так же за верную службу Катерина одаривается конём, о котором давно мечтала.
Ирэн участвует в восьмидневной обороне Голубого дома, занятого красными. Держась кажется на одном Святом Духе, усталые и хмурые защитники идеи социализма сдаются. Арестом пленников руководит белогвардеец Николай Опушин... Впрочем, до расстрела дело не доходит, ведь накануне в Город вступили другие части красных.
В это время Россию будоражит другая новость: на Дальнем Востоке под предводительством атамана Семёнова вновь хозяйничают белые, Япония, Китай и Америка объявили войну России.
Умирает Мэри, а Марья Николаевна получает анонимные письма с угрозами. Все невзгоды оставляют след в её душе, и вскоре, не выдержав тяжкий груз, вслед за дочерью отправляется и мать. Ирэн всё так же ведёт революционную деятельность, только теперь уже подпольную, а Тата остаётся на попечении одной из служанок. Дом Лиханских перестаёт «существовать».
Катька возвращается в Еланку, однако, и здесь творится беззаконие. Многие мужики ушли в партизаны, в том числе её любимый Васятка, приверженцы старого режима в открытую глумятся над их семьями: забивают и расстреливают неповинных людей, отбирают скот и насилуют девок. Боясь близкой опасности, Катерина сначала скитается, а потом вновь уходит в Город, где нанимается медсестрой в одну из больниц. Не выдержав многомесячной разлуки, неосмотрительно заглянувшего к ней Васятку вяжут белые под предводительством самого Ники Опушина. Пьяный офицер приговаривает Мазутова к расстрелу, а пытавшуюся защитить любимого Катьку пытается обесчестить. В порыве отчаянии Катерина забивает штабс-капитана...
На следующий день красные партизаны освобождают город от остатков белого движения.

### Глава третья
Весна 20-го года. Катерина горюет по убитому Васятке. Всю свою боль она выплёскивает в деревенском клубе, бывшем доме разорившегося старосты Романа Анисимова, преподавая уроки ликвидации неграмотности. В один из танцевальных вечеров, Катька влюбляется в заезжего командира Давыдовского.
Вскорости начинается тяжёлое время продразвёрстки: вновь оживают кулацкие банды — убивают заготовителей, активистов, охранников, грабят обозы, прячут хлеб, полыхают амбары с зерном.
В Катькиной семье происходят изменения: Анисья хоронит Гаврилу, и теперь главой дома становится Алексей Кузнецов, с малолетства влюблённый в соседку. Младшую сестру Катерины, шестнадцатилетнюю Лизавету, сватают раньше неё. С досады Катька подаётся в городской кабак, а потом нанимается домработницей к жене красноармейца Давыдовского Ирме Робертовне. Простодушная деревенская Катерина позволяет одурачить себя, после чего, страшась гнева хозяйки, беременной бежит в Еланку. К удивлению девушки, её не клеймят позором, а, наоборот, восхищаются смелостью, которую Катька проявила уйдя от буйного пьяницы мужа (как оказалось, такой слух пустила Анисья, спасая дочерину честь). Катерина удачно разрешается дочерью, которую деревенский совет нарекает Надеждой, в честь жены, соратника и друга товарища Ленина Надежды Крупской.